# Батанг (селище, Сичуань)
Батанг (також Сяцюн від кит. 夏邛镇, пін. Xiàqióng Zhèn) — містечко у КНР, адміністративний центр однойменного повіту на південному заході Гарцзе-Тибетської автономної префектури.

## Географія
Батанг розташовується у східній частині регіону Кхам.

### Клімат
Містечко знаходиться у зоні, котра характеризується океанічним кліматом субтропічних нагір'їв. Найтепліший місяць — червень із середньою температурою 20 °C (68 °F). Найхолодніший місяць — січень, із середньою температурою 3.9 °С (39 °F).
| Клімат Батанга          | Клімат Батанга | Клімат Батанга | Клімат Батанга | Клімат Батанга | Клімат Батанга | Клімат Батанга | Клімат Батанга | Клімат Батанга | Клімат Батанга | Клімат Батанга | Клімат Батанга | Клімат Батанга | Клімат Батанга |
| Показник                | Січ.           | Лют.           | Бер.           | Квіт.          | Трав.          | Черв.          | Лип.           | Серп.          | Вер.           | Жовт.          | Лист.          | Груд.          | Рік            |
| Середній максимум, °C   | 13             | 15             | 19             | 22             | 26             | 27             | 27             | 26             | 25             | 22             | 18             | 13             | 21             |
| Середня температура, °C | 4              | 7              | 10             | 13             | 18             | 20             | 20             | 20             | 18             | 14             | 8              | 4              | 13             |
| Середній мінімум, °C    | −4             | −1             | 2              | 5              | 10             | 13             | 14             | 13             | 10             | 5              | 0              | −4             | 5              |
| Норма опадів, мм        | 0              | 1              | 5              | 14             | 32             | 88             | 125            | 100            | 85             | 23             | 2              | 1              | 474            |
| ----------------------- | -------------- | -------------- | -------------- | -------------- | -------------- | -------------- | -------------- | -------------- | -------------- | -------------- | -------------- | -------------- | -------------- |
| Джерело: Weatherbase    |                |                |                |                |                |                |                |                |                |                |                |                |                |